# Adriana de Nassau-Dillenburg

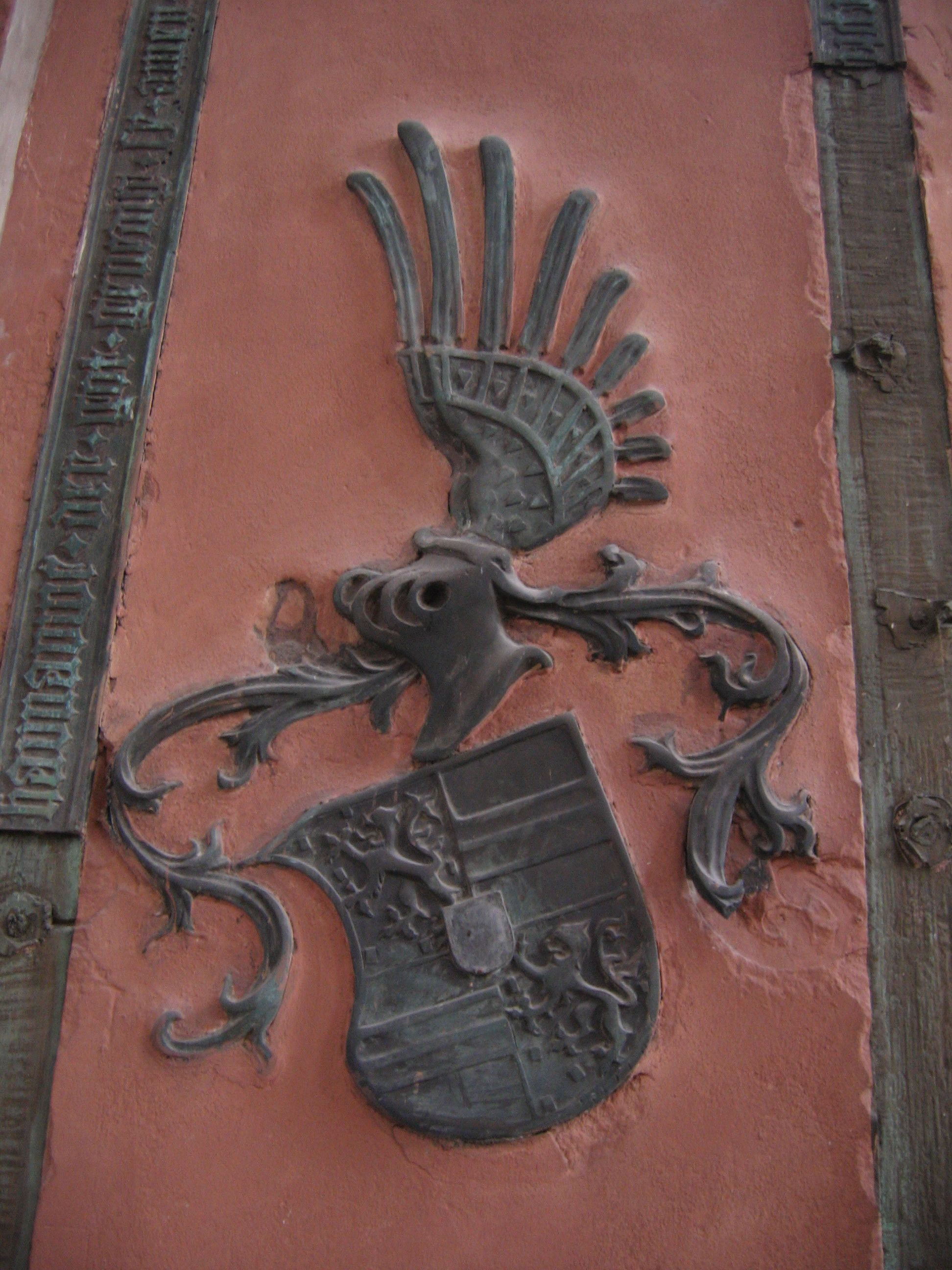
Escudo de armas de Adriana en su lápida en la iglesia de Santa María en Hanau.

Adriana de Nassau-Dillenburg (7 de febrero de 1449 - 15 de enero de 1477) fue una hija del conde Juan IV de Nassau-Dillenburg y de su esposa María de Loon-Heinsberg.
Murió el 15 de enero de 1477 y fue enterrada en la iglesia de Santa María en Hanau. En su epitafio, está representada en una posición de oración hacia el altar mayor (que ya no existe). Ese epitafio y su lápida se han conservado bien.

## Matrimonio e hijos
El 12 de septiembre de 1468, se casó con el Conde Felipe I el Joven de Hanau-Münzenberg. Juntos, tuvieron los siguientes hijos:
1. Una hija (n. 4 de abril de 1469), murió poco después del nacimiento.
2. Adriana (1 de mayo de 1470 - 12 de abril de 1524), casada en 1490 con el Conde Felipe de Solms-Lich (15 de agosto de 1468 - 3 de octubre de 1544 en Frankfurt).
3. Margarita (6 de abril de 1471 - 5 de septiembre de 1503), una monja en el monasterio de Liebenau.
4. Reinardo IV (14 de marzo de 1473 - 30 de enero de 1512)
5. Ana (15 de marzo de 1474 - 21 de marzo de 1475)
6. María (4 de marzo de 1475 - 18 de mayo de 1476)